# Qasr al Watan
O Qaṣr al Waṭan (em árabe: قَصْر ٱلْوَطَن]; lit: Palácio da Nação) é o palácio presidencial dos Emirados Árabes Unidos (EAU). Situa-se na capital do país, Abu Dabi e a sua construção foi concluída em 2017. Além das suas funções oficiais, desde 2019, quando foi aberto ao público, o palácio é uma das principais atrações turísticas da cidade.

## História
O palácio foi construído para celebrar o legado do país, e até 2019 foi usado exclusivamente para funções oficiais, principalmente para alojar chefes de Estado estrangeiros e reuniões do conselho supremo e do gabimete federal, funções que continua a manter até hoje. Em 2019, os xeiques Khalifa bin Zayed al Nahyan (emir do Abu Dabi e Presidente dos Emirados Árabes Unidos) e o seu irmão Maomé bin Zayed al Nahyan (na altura príncipe herdeiro do Abu Dabi e segundo comandante das forças armadas do país) decidiram abrir o palácio ao publico. A abertura ao público realizou-se em 11 de março de 2019, com uma cerimónia presidida pelo xeique Maomé bin Zayed al Nahyan e Maomé bin Rashid al Maktoum (vice-presidente e primeiro-ministro dos EAU e emir do Dubai).

## Arquitetura
Praticamente todo o exterior do palácio é branco, devido a ser revestido a calcário e granito brancos, com decorações intricadas. Tem uma cúpula com 37 metros de diâmetro, que se situa sobre a parte central do chamado Grande Salão, o qual tem um lustre com 350 000 peças de cristal e numerosas divisões. Esse salão é rodeado por duas alas, uma a leste e outra a oeste.
Na ala oriental encontra-se a "Casa do Conhecimento", onde estão expostos numerosos objetos de valor museológico, nomeadamente presentes de estadistas estrangeiros, edições do Alcorão e da Bíblia, que incluem uma réplica do manuscrito de Birmingham (um dos exemplares mais antigos do Alcorão, datado de c. 568–645), os Livro de Salmos de David, escritos pré-colombianos do México, entre outros escritos, documentos e livros antigos, alguns deles muito raros. Há ainda uma biblioteca com mais de 50 000 livros que documentam a história cultural, social e política dos Emirados Árabes Unidos.
Na ala ocidental há salas que são usadas para fins oficiais. Numa delas, conhecida como "Espírito da Colaboração", é onde se realizam as reuniões do governo emiradense e do Conselho Federal Supremo, bem como reuniões de organizações inernacionais, como a Organização para a Cooperação Islâmica, a Liga Árabe e o Conselho de Cooperação do Golfo. Há também salas de banquetes e outras divisões onde estão expostos presentes de outros países.